# العلاقات التنزانية التونسية
العلاقات التنزانية التونسية هي العلاقات الثنائية التي تجمع بين تنزانيا وتونس.

## مقارنة بين البلدين
هذه مقارنة عامة ومرجعية للدولتين:
| وجه المقارنة                                              | تنزانيا                        | تونس                                       |
| --------------------------------------------------------- | ------------------------------ | ------------------------------------------ |
| المساحة (كم2)                                             | 947.30 ألف                     | 163.61 ألف                                 |
| عدد السكان (نسمة)                                         | 57.31 مليون                    | 11.53 مليون                                |
| الكثافة السكانية (ن./كم²)                                 | 60.5                           | 70.47                                      |
| العاصمة                                                   | دودوما                         | تونس                                       |
| اللغة الرسمية                                             | اللغة السواحلية، لغة إنجليزية  | اللغة العربية                              |
| العملة                                                    | شيلينغ تانزاني                 | دينار تونسي                                |
| الناتج المحلي الإجمالي (بليون دولار)                      | 52.09 مليار                    | 40.26 مليار                                |
| الناتج المحلي الإجمالي (تعادل القوة الشرائية) بليون دولار | 138.73 مليار                   | 129.05 مليار                               |
| الناتج المحلي الإجمالي الاسمي للفرد دولار أمريكي          | 878                            | 3.87 ألف                                   |
| الناتج المحلي الإجمالي للفرد دولار أمريكي                 | 2.54 ألف                       | 11.44 ألف                                  |
| مؤشر التنمية البشرية                                      | 0.521                          | 0.721                                      |
| رمز المكالمات الدولي                                      | +255                           | +216                                       |
| رمز الإنترنت                                              | .tz                            | .tn                                        |
| المنطقة الزمنية                                           | ت ع م+03:00، توقيت شرق أفريقيا | ت ع م+01:00، توقيت وسط أوروبا، ت ع م+02:00 |

## منظمات دولية مشتركة
يشترك البلدان في عضوية مجموعة من المنظمات الدولية، منها:
| علم المنظمة | اسم المنظمة                                                | تاريخ انضمام تنزانيا | تاريخ انضمام تونس |
| ----------- | ---------------------------------------------------------- | -------------------- | ----------------- |
|             | البنك الدولي للإنشاء والتعمير                              | 10 سبتمبر 1962       | 14 أبريل 1958     |
|             | يونسكو                                                     | 6 مارس 1962          | 8 نوفمبر 1956     |
|             | مؤسسة التمويل الدولية                                      | 10 سبتمبر 1962       | 25 يوليو 1962     |
|             | المركز الدولي لتسوية المنازعات الاستشارية                  | 17 يونيو 1992        | 14 أكتوبر 1966    |
|             | منظمة حظر الأسلحة الكيميائية                               | ?                    | ?                 |
|             | مؤسسة التنمية الدولية                                      | 6 نوفمبر 1962        | 30 ديسمبر 1960    |
|             | منظمة التجارة العالمية                                     | 1995                 | ?                 |
|             | الاتحاد الأفريقي                                           | 16 يناير 1964        | ?                 |
|             | الاتحاد البريدي العالمي                                    | ?                    | ?                 |
|             | وكالة ضمان الاستثمار متعدد الأطراف                         | 19 يونيو 1992        | 7 يونيو 1988      |
|             | الاتحاد الدولي للاتصالات                                   | 31 أكتوبر 1962       | 14 ديسمبر 1956    |
|             | منظمة الشرطة الجنائية الدولية                              | ?                    | ?                 |
|             | الأمم المتحدة                                              | 14 ديسمبر 1961       | 12 نوفمبر 1956    |
|             | البنك الإفريقي للتنمية                                     | ?                    | ?                 |
|             | العملية المشتركة للاتحاد الأفريقي والأمم المتحدة في دارفور | ?                    | ?                 |

## وصلات خارجية
- موقع وزارة الخارجية التنزانية
- موقع وزارة الخارجية التونسية